# Klein 4

Em matemática, o Grupo de Klein (conhecido como Klein 4) é o grupo isomorfo a {\displaystyle \mathbb {Z} _{2}\times \mathbb {Z} _{2}}. Com quatro elementos, é o menor grupo não-cíclico. Recebeu o nome Vierergruppe por Felix Klein em 1884. Além de sua aparição na teoria de grupos, temos que o grupo de Klein também surge em outras áreas, como na geometria algébrica.

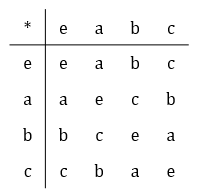
Tábua da operação definida em um grupo de Klein.

O grupo de Klein é usualmente representado por {\displaystyle V=\{a,b,c,e\}} e cada elemento, operado consigo mesmo, corresponde ao elemento neutro {\displaystyle e}, enquanto a operação entre dois elementos não-neutros distintos resulta no outro elemento não-neutro (por exemplo, {\displaystyle a*b=c}), ou seja, {\displaystyle V=\{a,b|a^{2}=b^{2}=(ab)^{2}=e\}}.
Também pode ser visto como o grupo gerado pela diferença simétrica entre as partes de um conjunto de dois elementos. Neste caso, o conjunto vazio é o elemento neutro.
Os elementos do grupo de Klein podem ser permutados. Assim, o grupo de automorfismos do grupo de Klein é isomorfo a {\displaystyle S_{3}}, o grupo de permutações entre três elementos.
Geometricamente, em duas dimensões o grupo de Klein corresponde ao grupo de simetria de um losango ou um retângulo propriamente dito, e seus elementos são a identidade, a reflexão vertical, a reflexão horizontal e a rotação de 180°.
Em três dimensões, existem três grupos de simetria diferentes que correspondem ao grupo de Klein.
Grupo abelianos de ordem {\displaystyle p^{2}\,}, com {\displaystyle p\,} primo, são necessariamente abelianos. Além disso, ou são cíclicos ou são produto de dois cíclicos. Assim, para cada {\displaystyle p\,} primo, há (além de isomorfismos) apenas dois grupos de ordem {\displaystyle p^{2}\,}: um cíclico e o outro é o produto de dois grupos cíclicos de ordem {\displaystyle p\,}. No caso de {\displaystyle p=2\,}, só existem dois grupos de ordem {\displaystyle p^{2}=4\,} : o grupo de Klein, que é isomorfo ao produto de cíclicos, e o grupo cíclico de ordem {\displaystyle 4\,}- isomorfos ao grupo {\displaystyle \mathbb {Z} _{4}}.
Seja {\displaystyle G=\{-1,1\}} um grupo multiplicativo. Note que {\displaystyle (G\times G,\cdot )} é um grupo abeliano isomorfo ao grupo de Klein, com a multiplicação coordenada a coordenada. Além disso, tomando {\displaystyle G^{n}=G\times \cdots \times G}, temos que vários subgrupos de {\displaystyle G^{n}} são isomorfos ao grupo de Klein.

## Ver Também
- Grupos cíclicos
- Teoremas de Sylow
- Teorema de Lagrange (teoria dos grupos)